# San Biagio (Monza)
Il quartiere San Biagio è un rione a nord-ovest della città di Monza, ed è amministrativamente appartenente alla Circoscrizione 5 della città. Il Quartiere confina a nord con Cazzaniga, ad est con il Centro, a sud con San Carlo e ad ovest con Triante. Tramite la ciclopedonale che costeggia il Canale Villoresi è inoltre possibile raggiungere il parco della Boscherona situato nel quartiere di San Fruttuoso.
Genericamente è la parte di territorio monzese compresa tra le vie Cesare Battisti, Alighieri, Manzoni, Sempione e il Canale Villoresi stesso.